# 晴明塚 (掛川市)

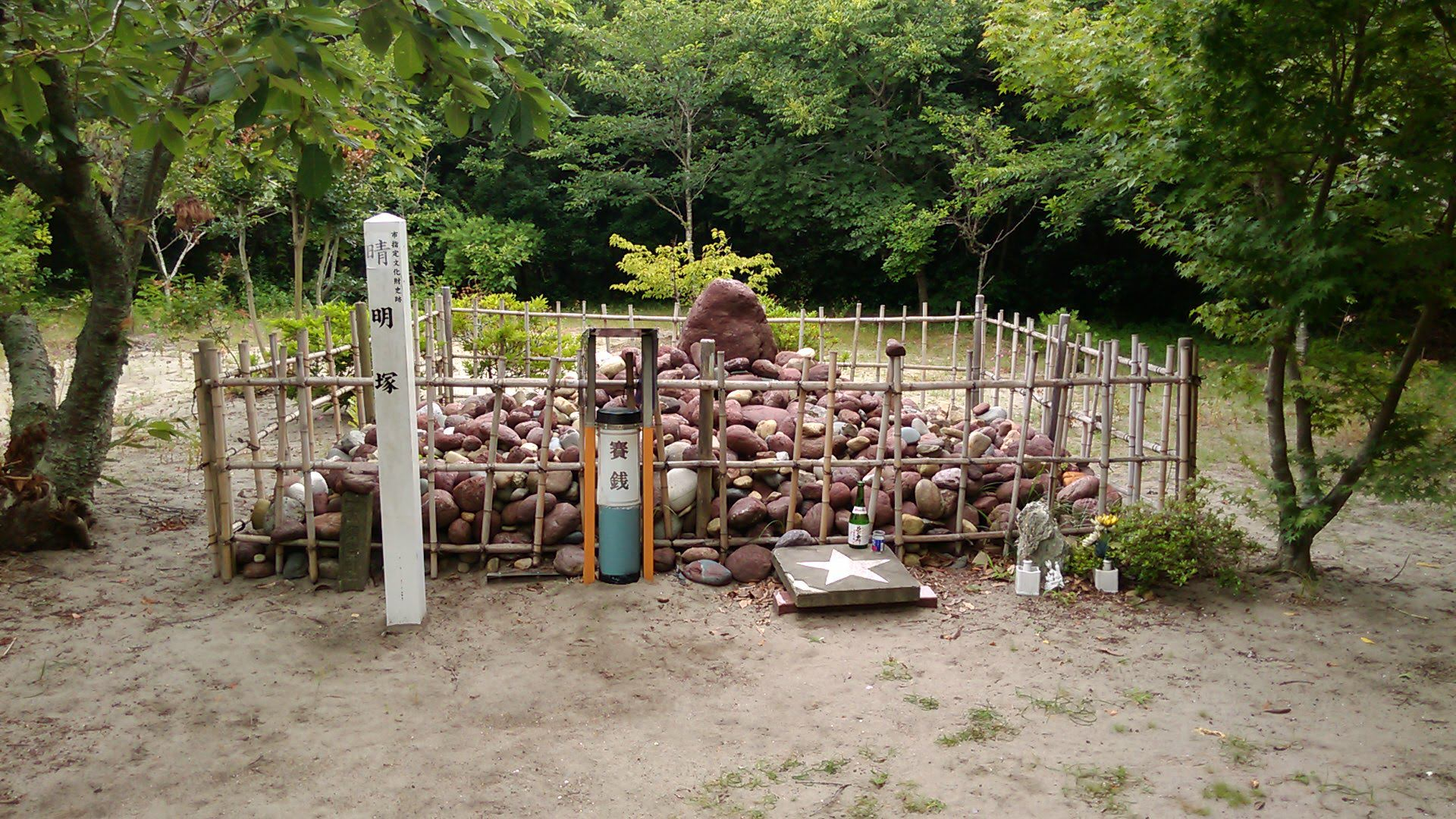
晴明塚（静岡県掛川市）

晴明塚（せいめいづか）は、静岡県掛川市大渕にある塚で、日本各地に存在する晴明塚の一つである。平安時代の陰陽師安倍晴明にまつわるもので遠州七不思議のひとつに数えられる。

## 概要
晴明塚とは安倍晴明の時代の後世に祈祷師達が安倍晴明を祖師として祈念し、嵯峨嵐山の晴明神社などを始めとして日本各地に建てた塚である。この晴明塚は静岡県掛川市大渕・国道150号線からやや南に入った砂地に存在し、国道沿いに小さな立て札が建てられている。かつての大須賀町の町指定文化財であり、現在は掛川市の文化財となっている。

## 伝説

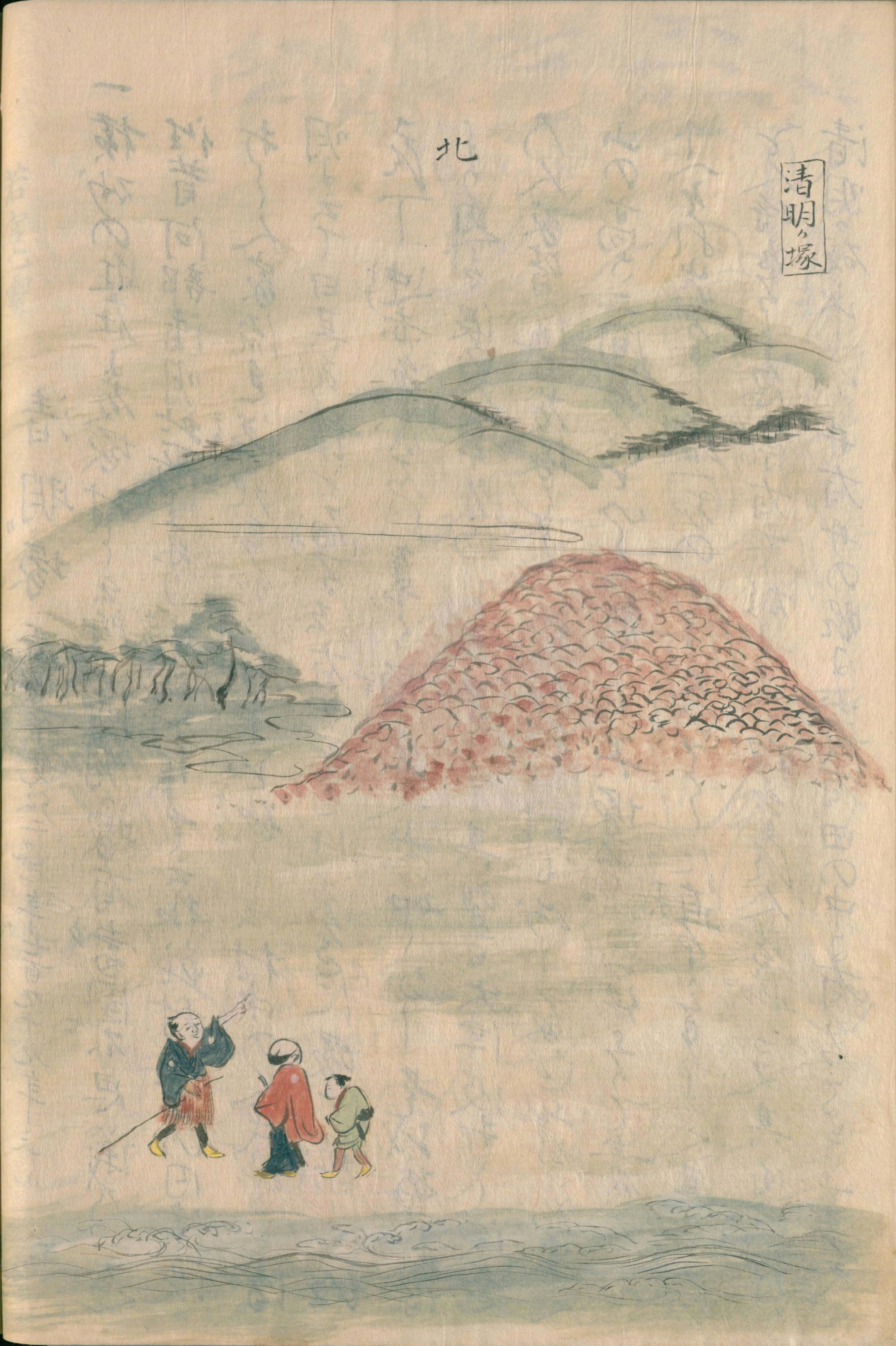
江戸時代に描かれた晴明塚（「晴明の塚」藤長庚編集『遠江古蹟圖會』1803年。国立国会図書館蔵）

旧：横須賀町（現：掛川市）は市の沿岸部に存在し、しばしば津波の害に襲われた。ある時京で名高い陰陽師安倍晴明がこの地を訪れ、村人に請われて祈祷をした。その際、あずき色の石を積み重ねたという。その祈祷の甲斐あってかこの地では以後津波の害がなくなったと言われる。
現在では、津波の他に疫病も防いでくれると伝わる。疫病除けの願をかけて赤または小豆色の石を塚からひとつもらってきてお守りとし、もしも願がかなったなら、二つの赤い石を塚に戻すとよいという。どんな色の石を持ってきてもあずき色に変わるとの伝承がある。

## 所在地
〒437-1302 静岡県掛川市大渕